# Globus de Johannes Schöner

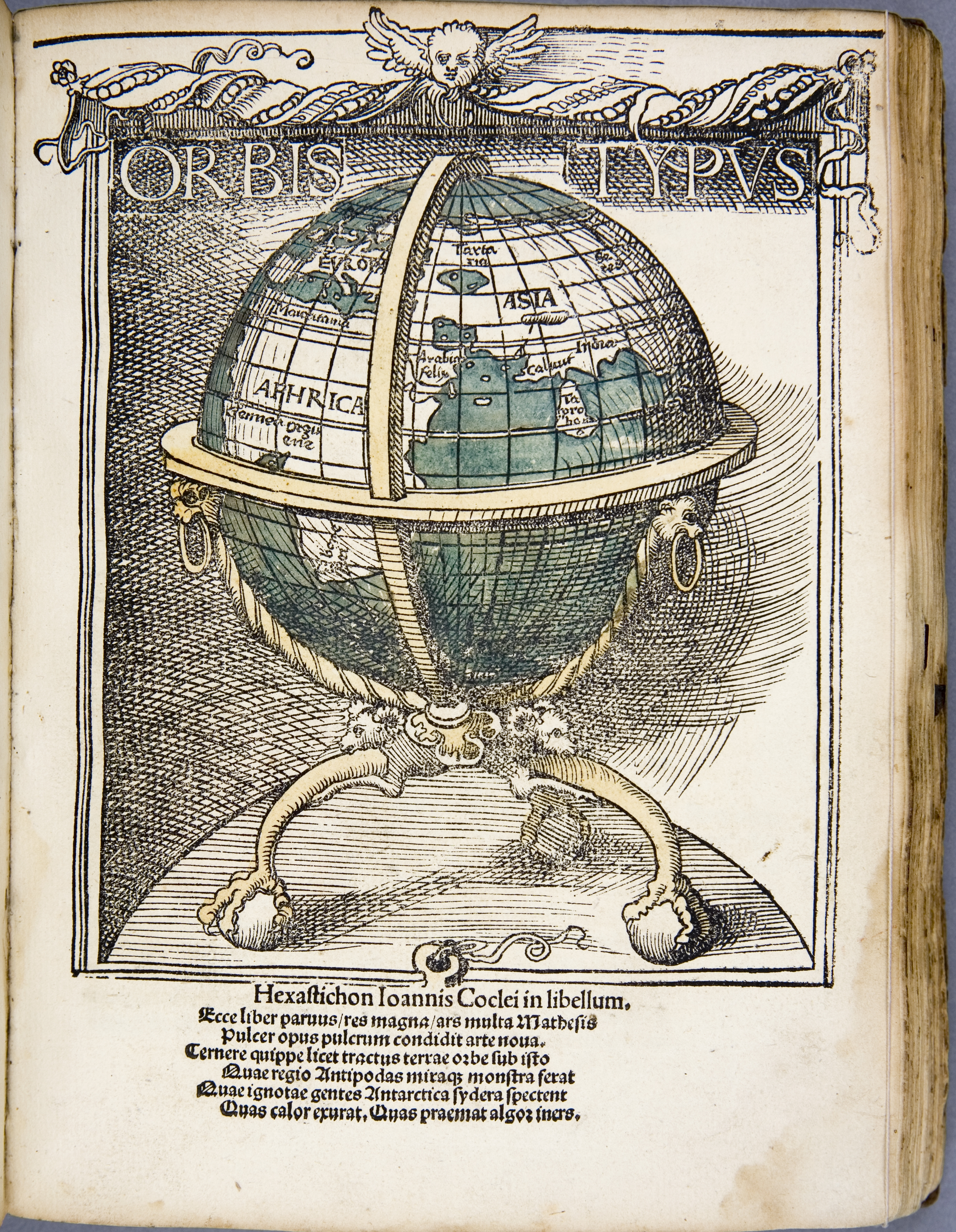
Gravat del globus de Schöner de 1515 (Luculentissima quaedam terrae totius descriptio)

Els Globus de Johannes Schöner són una sèrie de mapes esfèrics de la Terra realitzats per Johannes Schöner (1477-1547). El primer data de 1515, estant entre els més antics que encara es conserven. Alguns autors afirmen que mostren parts del món que encara no eren conegudes pels europeus, com l'estret de Magallanes i l'Antàrtida.

## Globus

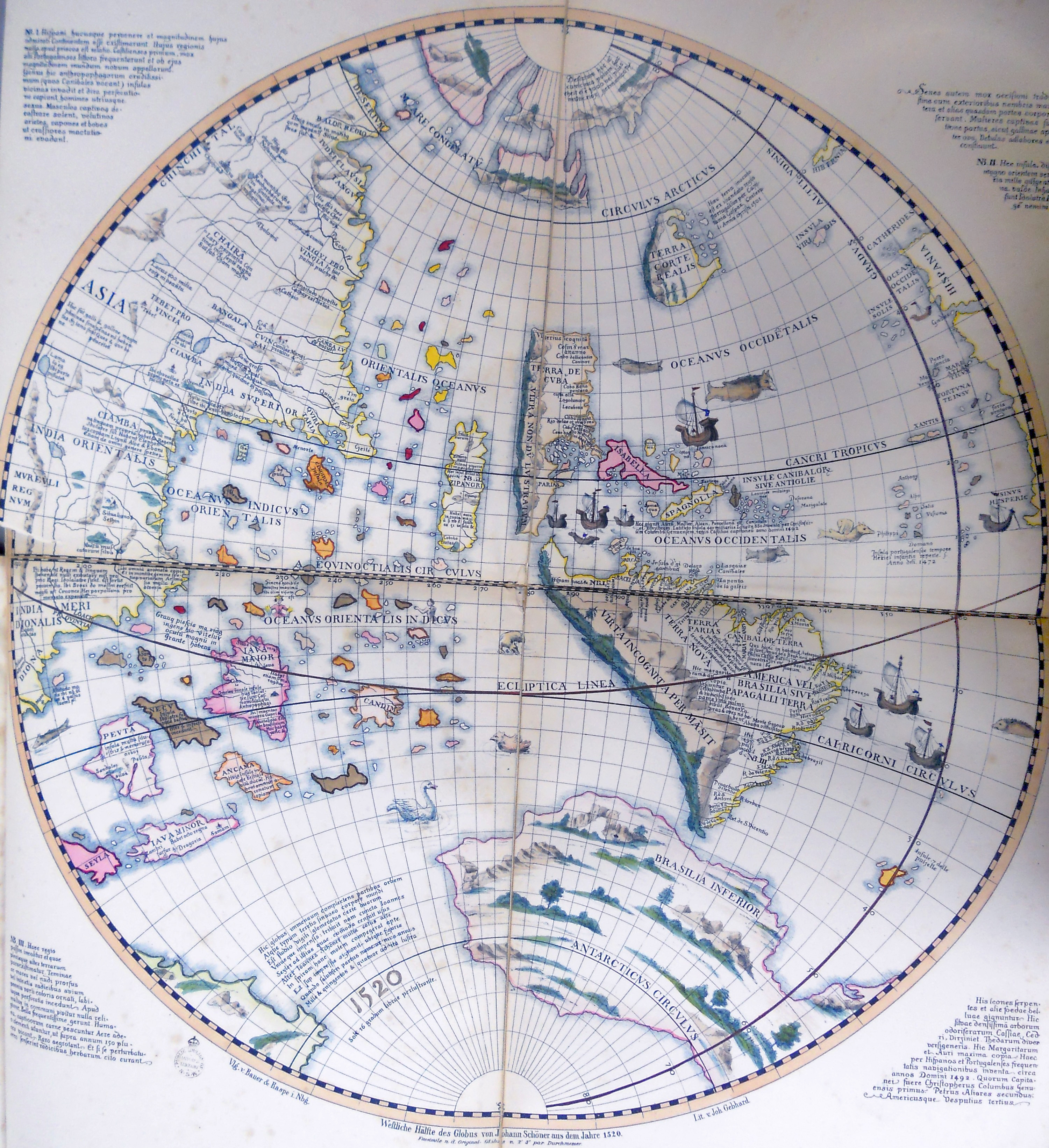
Globus de Johannes Schöner, 1520, hemisferi occidental. Friedrich Wilhlem Ghillany, Geschichte des Seefahrers Ritter Martin Behaim, Nürnberg, Bauer und Raspe, J. Merz, 1853.

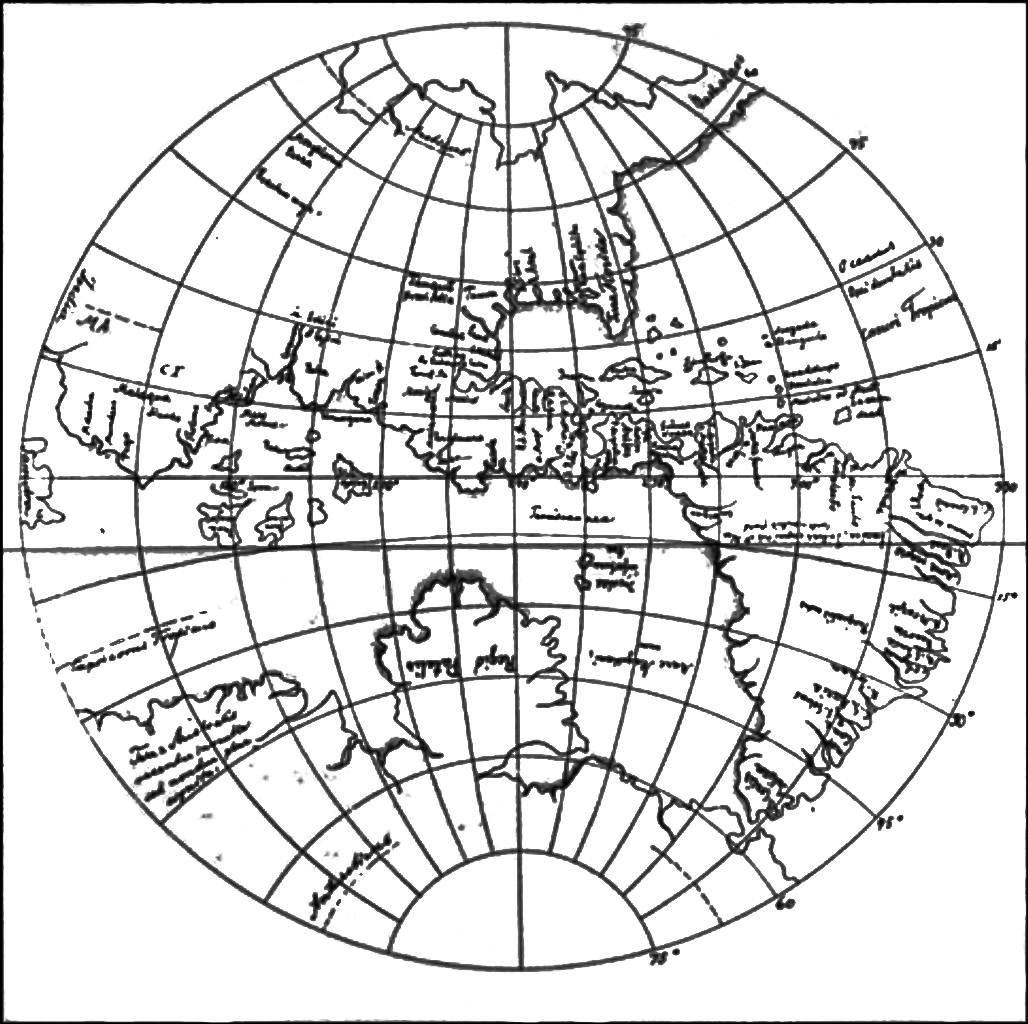
Globus de Johannes Schöner de Weimar de 1533, en què Amèrica del Nord apareix formant part d'Àsia. També mostra l'Antàrtida

El Globus de Johannes Schöner de 1515 era un mapa imprès fixat sobre una esfera. Se n'han conservat dos exemplars originals, un al Museu d'Història de Frankfurt i l'altre a la Biblioteca Herzogin Anna Amalia, a Weimar. Hi ha pocs dubtes sobre que Schöner coneixia el globus construït a Nuremberg per Martin Behaim el 1492. A la cartografia de Schöner es pot observar un estret entre l'extrem sud d'Amèrica i la terra situada més al sud abans del seu "descobriment oficial" per Fernando de Magallanes el 1520. L'estret en realitat es troba en els 53 graus sud, encara que al globus de 1515 apareix en els 40 graus sud. Schöner va acompanyar el seu globus amb un tractat explicatiu, Luculentissima quaedam terrae totius descriptio (“Una molt Lúcida Descripció de Totes les Terres”).
El Globus de Johannes Schöner de 1520 és un exemplar manuscrit. Mostra el continent antàrtic, que no havia estat explorat en aquella data. En els globus de 1515 i 1520, AMERICA és mostrada com una illa, tal com s'explica al Luculentissima :
| « | Amèrica, la quarta part del món, i les altres illes que hi pertanyen. D'aquesta manera es pot saber que la Terra està dividida en quatre parts i que les tres primeres parts són continents, és a dir, terra ferma, però que la quarta és una illa, com s'observa per estar envoltada a tot arreu pels mars”. | » |

Això ja s'indica a la Cosmographiae Introductio de Martin Waldseemüller, on es diu:
| « | Fins ara [la terra sencera] ha estat dividida en tres parts, Europa, Àfrica, i Àsia… Ara, aquestes parts de la terra han estat més extensament explorades i una quarta part ha estat descoberta per Amerigo Vespucci... Per això la terra coneguda passa ara a estar dividida en quatre parts. Les primeres tres parts són continents, mentre que la quarta és una illa, encara més quan s'ha trobat que està envoltada de mars per tots costats. | » |

El Globus de Johannes Schöner de 1523, un model imprès, s'havia considerat perdut fins que va ser identificat per George Nunn en 1927.
El Globus de Johannes Schöner de Weimar de 1533 mostra Amèrica del Nord com a part d'Àsia, així com l'Antàrtida. Va escriure un tractat, l' Opusculum Geographicum, per acompanyar aquest globus, en què descrivia l'aproximació cosmogràfica que havia utilitzat per construir el seu globus: “Vaig haver de manejar cartes marines dibuixades amb caràcters excel·lents, i notícies de gran valor, que vaig intentar fer concordar tant com fos possible, amb posicions astronòmiques”. (Opusc. Geogr., Pt.I, cap.ix).

Als globus de Schöner de 1523 i 1533, AMERICA es mostra com a part d'Àsia, com explica a l' Opusculum Geographicum :
| « | Després de Ptolomeu, moltes regions més enllà de 180 graus a l'est van ser descobertes pel venecià Marco Polo i altres, però ara, havent estat descobertes pels genovesos Colón i Americo Vespucci, que van assolir només les parts costaneres d'aquelles terres d'Espanya a través de l'Oceà Occidental, van considerar que es tractava d'una illa que van anomenar Amèrica, la part quarta del globus. Però pels viatges més recents realitzats l'any 1519 després de Crist per Magallanes, liderant els vaixells del Diví i Invencible [emperador] Carles etc. a les Illes Moluques, que altres anomenen Maluquas, situades a l'Extrem Orient, han trobat que la terra que seria el continent Superior a l'Índia, és una part d'Àsia. | » |

El Globus de Schöner de 1515 té un deute obvi amb el mapa de Waldseemüller de 1507, que al seu torn va derivar del globus construït a Nuremberg el 1492 per Martin Behaim. El globus de 1515 coincideix amb els seus precedents a representar l' Índia Superior (Àsia oriental, anomenada India superior sive orientalis en el Luculentissima) estenent-se fins a aconseguir al voltant de la longitud 270° est. Cap a l'oest d'Espanya, els descobriments de Colom, Vespucci i d'altres exploradors espanyols i portuguesos estan representats com una franja llarga i estreta de terres que s'estenen aproximadament des de la latitud 50° nord fins als 40° sud. Les costes occidentals d'aquestes terres, America al sud i Parias al nord, està retolada com Terra ultra incognita ("Terra allende desconeguda") i Vlterius incognita terra ("Terra més enllà allende desconeguda"), indicant que les extensions de terra cap a l'oest eren desconegudes. El mar a l'oest d'aquestes terres està retolat com Oceanus orientalis indianus (oceà Índic Oriental), d'acord amb la conclusió establerta per Colom després del seu tercer viatge de 1496-1498, quan va trobar el sòl continental sud-americà, que va anomenar el Nou Món , que va identificar amb "l'illa més gran del món" descrita per Marco Polo, Java Major, situada al sud-oest de la província de l' Índia Superior anomenada Ciamba (Champa). Reflectint aquest concepte, Schöner va explicar en un altre dels seus escrits, l' Opusculum Geographicum (cap.xx): “Els Genovesos Colón i Américo Vespuccio, aconseguint només les parts costaneres d'aquelles terres d'Espanya a través de l'Oceà Occidental, van considerar que serien una illa que van anomenar Amèrica”. O com Nicolás Copérnico va escriure a De Revolutionibus (lib. I, cap.iii):
| « | Ptolomeu va estendre l'àrea habitable fins a la meitat arreu del món, deixant més enllà la terra desconeguda, on modernament s'hi ha afegit Cathay i regions molt extenses més enllà dels 60 graus de longitud, de manera que ara una longitud més gran de terra deshabitada que la que queda per a l'Oceà. A més, a això haurien de ser afegides les grans illes descobertes al nostre temps sota els Prínceps d'Espanya i Portugal, especialment Amèrica, nomenada en memòria del capità del vaixell que la va descobrir i considerada a causa de la seva mida encara desconeguda com un altre món, a més de moltes altres illes fins ara desconegudes, que no ens sorprèn considerar que siguin les Antípodes o Antichthones. | » |

On Schöner difereix més notablement de Waldseemüller és en la representació en el seu globus d'un continent antàrtic, anomenat per ell Brasilie Regio. El seu continent està basat, encara que tènuemente, en l'informe d'un viatge real: el dels mercaders portuguesos Nuno Manuel i Cristóvão d'Haro al riu de la Plata, descrit en el Newe Zeytung auss Presillg Landt (“Noves Notícies de la Terra de Brasil ”) publicat a Augsburg el 1514. El Zeytung relata el pas dels navegants portuguesos a través d'un estret entre el punt més al sud d'Amèrica, o Brasil, i una terra al sud-oest, anomenada com a vndtere Presill o Brasília inferior. Aquest suposat “estret” era de fet el riu de la Plata (i/o finalment el golf de Sant Matias). Amb “vndtere Presill”, el Zeytung donava a entendre que part del Brasil aconseguia latituds més baixes, però Schöner va confondre el significat de “terra al costat del sud de l'estret”, amb latituds més altes, així que li va donar el significat oposat. En aquest fonament dèbil va basar la construcció del seu continent circumantàrtic, del qual no s'expliquen els motius de la seva configuració anular o en forma d'anell. Al Luculentissima explica:
| « | El portuguès, així, va navegar al voltant d'aquesta regió, el Brasilie Regio, i va descobrir un passadís molt similar a aquells de la nostra Europa (on residim) i situat lateralment entre l'est i l'oest. D'una banda a l'altra, la terra és visible; i el cap d'aquesta regió sobresurt aproximadament 60 milles, tal com si un navegués cap a l'est a través de l'estret de Gibraltar o Sevilla i Berberia o el Marroc a l'Àfrica, com el nostre Globus mostra cap al pol antàrtic. Més enllà, la distància és només moderada d'aquesta Regió de Brasil fins a Malaca, on Santo Tomás va ser coronat amb el martiri. | » |

Amb aquesta vaga informació, unida al concepte de les Antípodes heretat de l'antiguitat grecoromana, Schöner va construir la seva representació del continent del sud. El seu estret va servir d'inspiració a l'expedició de Ferran de Magallanes per assolir les Moluques per una ruta cap a l'oest. Va prendre el descobriment de Magallanes de Terra de Foc el 1520 com una confirmació més ferma de la seva existència, i en els seus globus de 1523 i 1533 ho va descriure com TERRA AVSTRALIS RECENTER INVENTA SED NONDUM PLENE COGNITA (“Terra Australis, recentment descoberta coneguda”). Aquest fet va ser assumit pels seus seguidors, el cosmògraf francès Oronce Fine al seu mapa mundi de 1531, i els flamencs Gerard Mercator el 1538 i Abraham Ortelius el 1570. Els conceptes de Schöner van influir en els mapes de l'escola cartogràfica de Dieppe, notablement en la seva representació de Jave la Gran. Generacions subsegüents de cartògrafs i de geògrafs teòrics van continuar elaborant mapes amb la imatge d'una vasta i rica Terra Australis per temptar la cobdícia de mercaders i estadistes.